# STS-120
STS-120 byla mise amerického raketoplánu Discovery. Hlavním úkolem mise bylo dopravení modulu Harmony (dříve Node 2) na Mezinárodní vesmírnou stanici. Tento modul později umožnil rozšíření ISS o evropskou laboratoř Columbus a japonský experimentální modul Kibó. Při tomto letu byl také přemístěn solární panel P6 na svou finální pozici.

## Posádka
- Pamela Melroyová (3) – velitelka  USA
- George D. Zamka (1) – pilot  USA
- Scott E. Parazynski (5) – specialista mise  USA
- Stephanie Wilsonová (2) – specialista mise  USA
- Douglas H. Wheelock (1) – specialista mise  USA
- Paolo A. Nespoli (1) – specialista mise –  ESA

V závorkách je uveden dosavadní počet letů do vesmíru včetně této mise.

### Nový člen posádky ISS (Expedice 16)
- Daniel M. Tani (2) – palubní inženýr ISS  USA

### Vracející se člen posádky ISS (Expedice 15)
- Clayton Anderson (1) – palubní inženýr ISS  USA

## Cíle mise

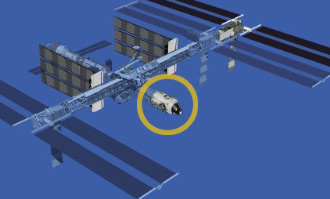
Ilustrace ISS po ukončení mise STS-120 s označeným novým modulem Harmony

V průběhu mise STS-120 byl přesunut příhradový nosník ITS-P6 s blokem solárních panelů z provizorního umístění na nosníku ITS-Z1 na svou finální pozici na příhradový nosník ITS-P5.
Na počest 30. výročí udělení licence na natáčení legendární série filmů Hvězdné války režiséra George Lucase letěl do vesmíru na palubě raketoplánu Discovery světelný meč, který použil herec Mark Hamill jako Luke Skywalker v roce 1983 ve filmu Hvězdné války: Epizoda VI – Návrat Jediů.
Na palubě raketoplánu byl také disk s 500 000 podpisy studentů, kteří se v roce 2007 zúčastnili programu Studentské podpisy ve vesmíru a který byl sponzorován NASA a firmou Lockheed Martin.

### Harmony (Node 2)

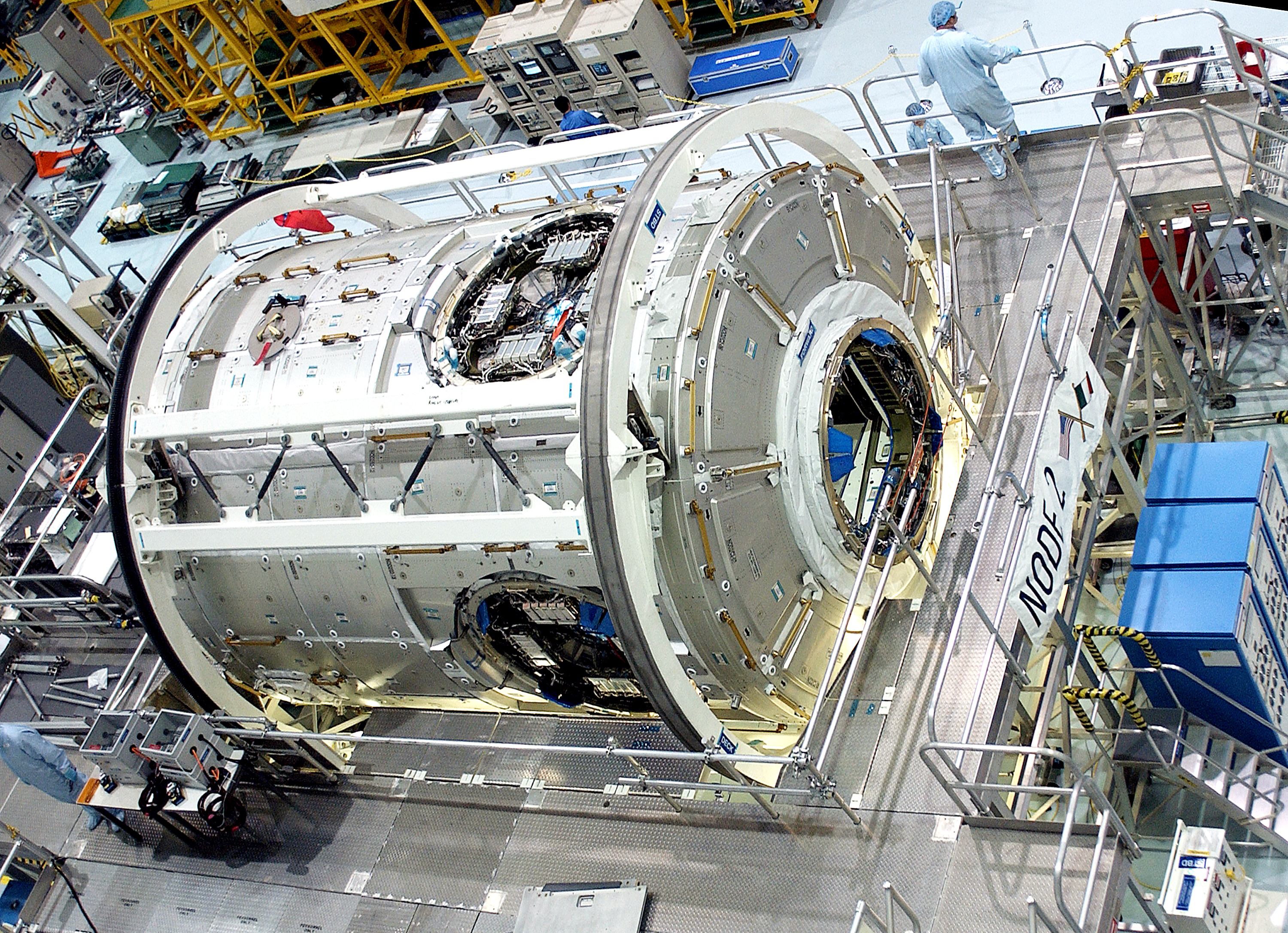
Harmony v montážní hale. (NASA)

STS-120 doručil na Mezinárodní vesmírnou stanici sestavu 10A. Ta obsahovala americký modul Harmony (dříve známý jako Node 2) (se čtyřmi napájecími skříněmi a třemi skladovacími skříněmi), připojovací zařízení PDGF (Power data Grapple Fixture) pro mechanické, elektrické a datové připojení manipulátoru stanice a distribuční rozvodnou jednotku SPDU (Shuttle Power Distribution Unit). Harmony byl prvním hermetizovaným obyvatelným modulem dopraveným na stanici od června 2001, kdy byla instalována přechodová komora Quest.
Po zprovoznění tohoto druhého přechodového modulu na ISS bylo možné později připojit evropskou laboratoř Columbus a japonský experimentální modul Kibó. Oba tyto moduly používají boční porty Harmony.
Raketoplán byl při misi STS-120 připojen na PMA-2. Instalace Harmony proběhla ve dvou etapách. Posádka raketoplánu připojila Harmony na port modulu Unity. Po odletu raketoplánu byl pomocí staničního manipulátoru odpojen PMA-2 z laboratoře Destiny a byl přesunut na přední port Harmony. Nakonec přenesl manipulátor sestavu Harmony a PMA-2 z jejího původního umístění na finální pozici na předku Destiny.

## Příprava na start

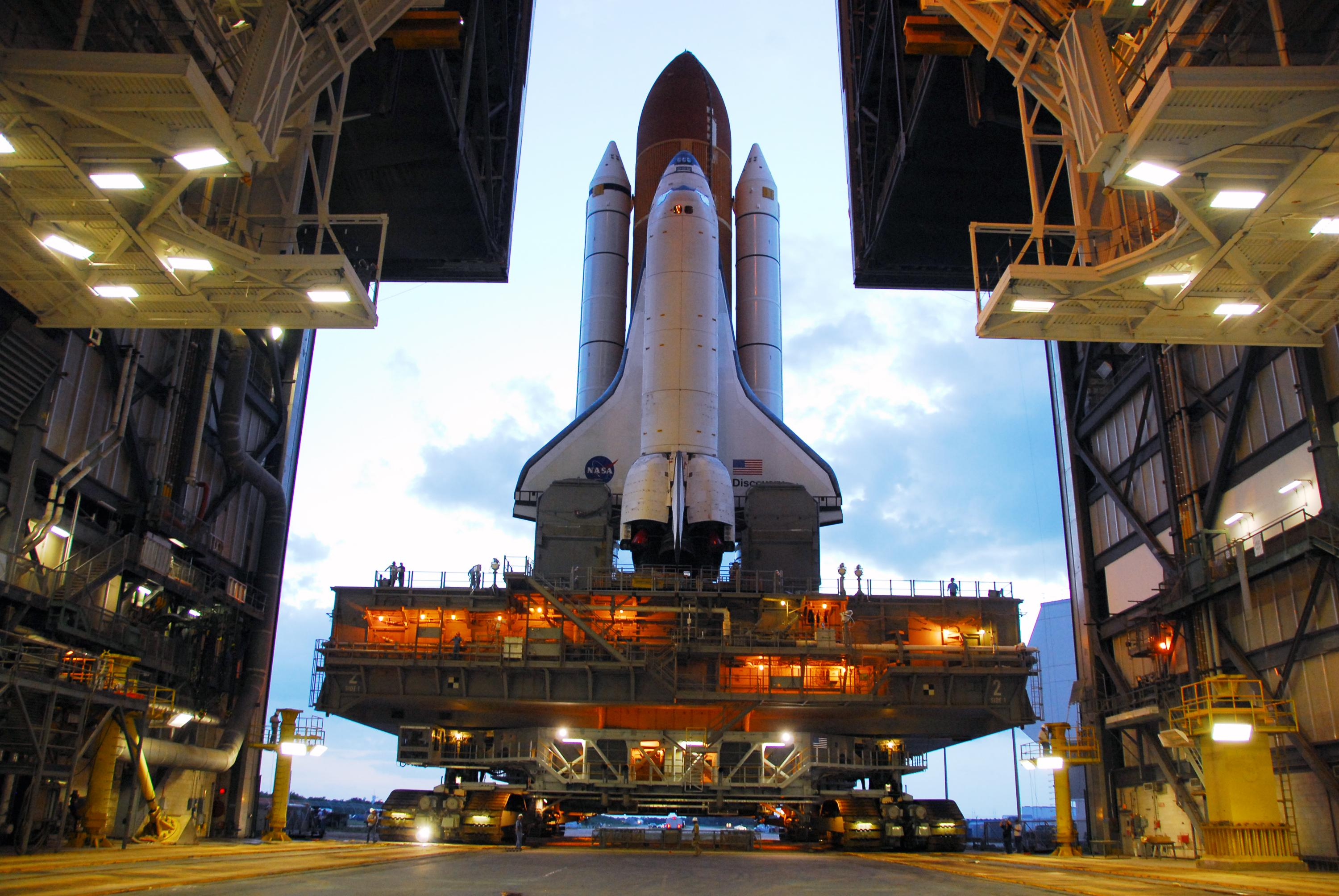
Raketoplán Discovery na mobilní plošině opouští halu VAB

23. září se orbiter Discovery přesunul do raketové montážní haly VAB, kde byl připojen k vnější palivové nádrži ET a startovacím motorům SRB. Předcházely tomu technické problémy s únikem hydraulické kapaliny, které však neměly vliv na datum startu. 30. září se celá sestava na mobilní plošině MLP přesunula na startovací rampu 39A. V rámci předletových testů a příprav proběhlo 9. až 10. října zkušební odpočítávání s označením TCDT (Terminal Count Down Test). 20. října 2007 dorazila na Kennedyho vesmírné středisko posádka a začalo skutečné odpočítávání v čase T-43 hodin do startu plánovaného na 23. října 2007 v 15:38 UTC. 23. října dávali meteorologové 40% šanci na start, největší ohrožení startu však představoval nakumulovaný led na nádrži ET, kvůli kterému byl na rampu vyslán speciální tým. V 7:13 UTC se nádrž ET začala naplňovat palivem, přibližně ve 12:18 začala posádka nastupovat do raketoplánu. Od doby T-9 minut (15:29) pokračovalo odpočítávání bez přerušení až ke startu.

## Průběh letu
Raketoplán Discovery úspěšně odstartoval hned na první pokus 23. října 2007 zážehem motorů SRB v 15:38:20 UT. V čase T +00:34 až T +00:49 se plánovaně snížil tah motorů SSME. Dvě minuty a 3 sekundy po startu se od nádrže ET oddělily motory SRB. V čase T +08:24 proběhl manévr MECO (vypnutí hlavních motorů raketoplánu SSME) a o 26 sekund později byla odhozena prázdná nádrž ET. 37 minut po startu byl raketoplán Discovery zážehem motorů OMS naveden na oběžnou dráhu (manévr OMS-2).

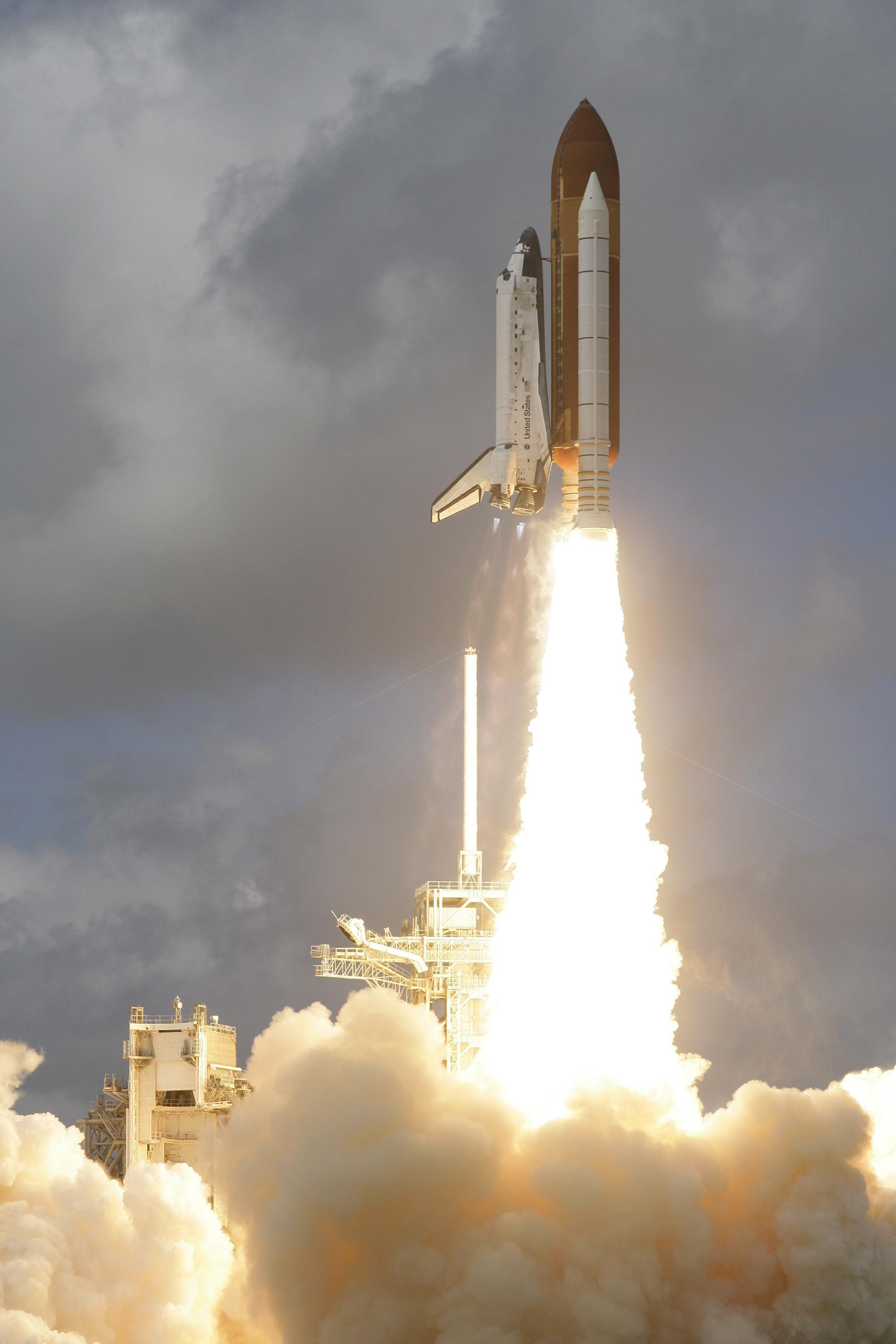
Start raketoplánu Discovery STS-120

### Na oběžné dráze
V průběhu prvního dne letu probíhala kontrola tepelného štítu pomocí systému OBSS. Kamery a senzory na prodlužovací tyči postupně zkontrolovaly náběžné hrany a špičku raketoplánu. Ve čtvrtek 25. října ve 12:40 UTC se raketoplán úspěšně spojil s Mezinárodní vesmírnou stanicí, přesněji s modulem PMA-2. Předcházel tomu manévr RPM, otočení raketoplánu okolo vodorovné osy, přičemž posádka ISS fotografovala jeho tepelný štít. Ani záběry kamer, ani testy OBSS, ani snímky vytvořené při manévru RPM neukázaly jakékoliv poškození tepelného štítu Discovery. Po kontrole hermetičnosti spoje se ve 14:39 UT otevřel průlez mezi raketoplánem a komplexem. Následovalo tradiční slavnostní přivítání posádky na stanici a bezpečnostní školení posádky Discovery. Speciálně tvarovaná výplň křesla ze záchranné lodě Sojuz TMA-11 pro Clydea Andersona byla přemístěna do raketoplánu a výplň pro Daniela Taniho byla přenesena do Sojuzu, čímž se Anderson stal členem posádky raketoplánu a Tani členem posádky ISS. Potom astronauti instalovali a připojili systém SSPTS (Station-to-Shuttle Power Transfer System) pro dodávku elektrické energie z rozvodné sítě stanice do raketoplánu. Tento systém umožňuje raketoplánu delší pobyt u ISS a poprvé byl použit na předcházející misi STS-118.
Zbytek dne se posádka věnovala přípravám skafandrů EMU (Extravehicular Mobility Unit), na první výstup do otevřeného prostoru (EVA-1) a přípravě spojovacího uzlu CBM (Common Berthing Mechanism) modulu Unity na připojení modulu Harmony.

### EVA-1

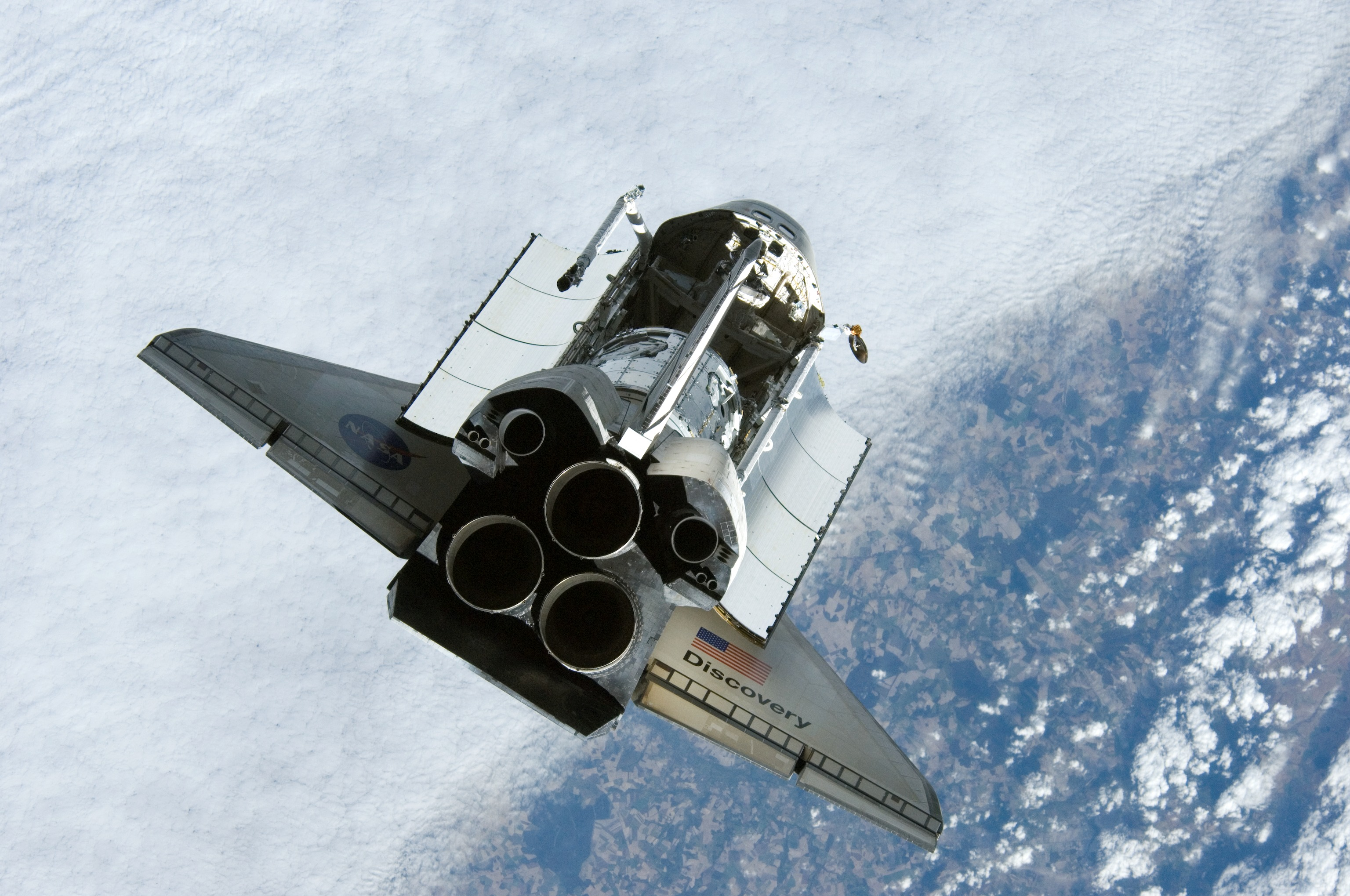
Fotografie raketoplánu Discovery z Mezinárodní vesmírné stanice během manévru RPM (backflip)

26. října v 10:02 UTC vystoupili astronauti Parazynski a Wheelock do otevřeného prostoru. Jejich prvním úkolem bylo demontovat anténu SASA (S-band Antenna Support Assembly) z nosníku ITS-Z1 a uložit ji do nákladového prostoru raketoplánu. Potom astronauti připravili modul Harmony na přemístění – dočasně na modul přichytili zařízení PDGF (Power Data Grapple Fixture) sloužící k budoucímu připojení staničního manipulátoru SSRMS, sňali z modulu ochranné kryty a odpojili konektory, které jej spojovaly s raketoplánem. Následně staniční manipulátor, který obsluhovali Tani a Anderson, zachytil modul Harmony, zdvihl ho a pomalu přemístil k levému bočnímu portu CBM modulu Unity, kde byl dočasně ukotven. V 15:38 UTC se Harmony oficiálně stal součástí ISS. Stanice se tak rozrostla o 75 m3 životního prostoru. Její celkový objem je teď 500 m³. Parazynski a Wheelock také odpojili čtyři čpavkové hadice na ITS-P6 a pak nainstalovali izolační kryty na složený radiátor a dva bloky elektroniky na ITS-P6. Výstup skončil v 16:16 UTC.

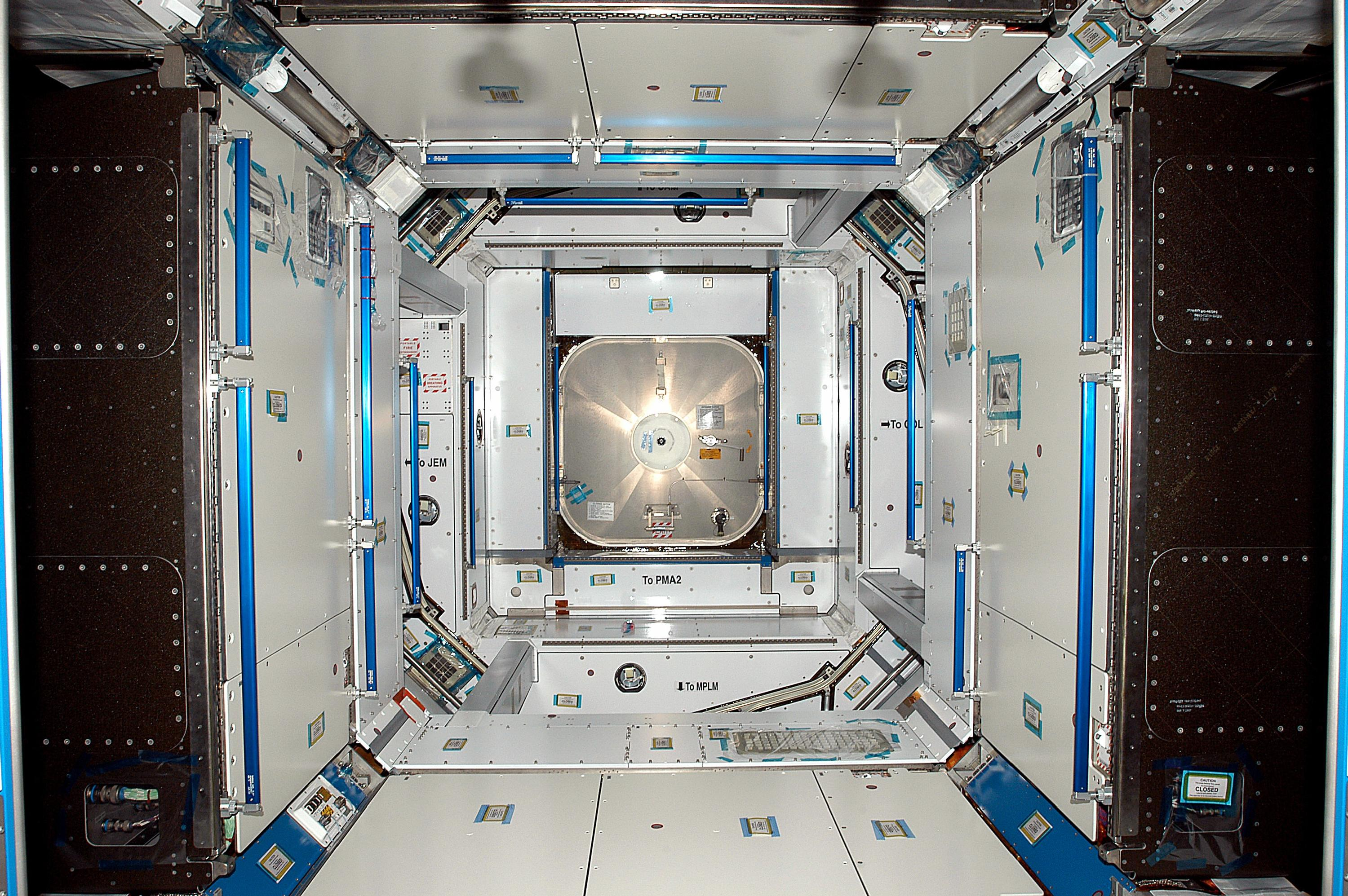
Interiér Harmony

27. října se posádky věnovaly přenášení nákladů mezi raketoplánem a stanicí a přípravám na oživení modulu Harmony. Ve 12:24 UTC velitelka posádky ISS Peggy Whitsonová otevřela průlez do modulu Harmony. Astronauti při prvním vstupu do modulu použili ochranné roušky, aby náhodou nevdechli případné malé volně poletující částice. Potom se posádka věnovala demontáži přibližně 700 šroubků a příchytek, které jistily různé části vybavení modulu při startu. Z řídícího střediska mise přišla zpráva, že do plánu druhého výstupu do kosmu EVA-2 byla přidána inspekce rotačního spoje SARJ-S3 (pravobočního) mezi nosníky ITS-S3 a S4. Spoj totiž způsoboval vibrace a zvýšený výkon motoru při otáčení v obou směrech.

### EVA-2
Druhý výstup do otevřeného prostoru provedli astronauti Parazynski a Tani 28. října. Výstup se začal v 9:32 UTC, půl hodiny před plánovaným časem výstupu. Astronauti nejdříve dokončili odpojení nosníku ITS-P6 od ITS-Z1. Staniční manipulátor potom přenesl oddělený nosník ITS-P6 do „parkovací“ polohy, kde zůstal do druhého dne. Pak astronauti dokončili vnější úpravy na modulu Harmony. Parazynski nainstaloval na modul Harmony vnější výbavu – úchytná madla a pracovní plošiny a sňal několik ochranných krytů. Mezitím Daniel Tani prohlédl madla na vozíku CETA (Crew and Equipment Translation Aid), jestli na nich nejsou ostré hrany, které by mohly poškodit rukavice skafandrů. Potom prohlédl problémový rotační spoj SARJ-S3. Po demontování jednoho z krytů objevil velké množství kovových pilin, které tam neměly být. Po video a fotodokumentaci a odebrání vzorků, které byly dovezeny na Zemi k podrobné analýze, připevnil Tani kryt zpět na své místo a začal provádět rekonfiguraci kabeláže uvnitř nosníku ITS-S0. Dále se astronauti věnovali instalaci záchytné kotvy PDGF (Power Data Grapple Fixture) na spodní stranu modulu Harmony, za kterou měl být modul po odletu raketoplánu chycen staničním manipulátorem a přenesen do finální pozice na přední straně modulu Destiny. Pro nedostatek času ale muselo být elektrické přepojení odloženo na třetí výstup a odložena byla také výměna jednoho vadného bloku RPCU (Remote Power Control Unit). Druhý výstup do kosmu se skončil po 6 hodinách a 33 minutách.
Dne 29. října byla povelem z řídícího střediska rozložena dvě velká křídla radiátoru na ITS-S1. Také byl přesunut odpojený modul ITS-P6 nejdříve staničním manipulátorem SSRMS, který ho předal manipulátoru raketoplánu RMS (Remote Manipulator System). RMS pak P6 předal opět staničnímu manipulátoru, který ho dostal do těsné blízkosti P5. Jeho kompletní mechanické a elektrické připojení dokončili astronauti Parazynski a Wheelock při třetím výstupu do kosmu EVA-3.
Řídící středisko se rozhodlo odložit oddělení raketoplánu od ISS a následné přistání o jeden den. Důvodem byly změny v plánu zbylých výstupů do otevřeného prostoru: EVA-4 a částečně i EVA-3 bude věnován kontrolám a inspekcím spojů SARJ-P3 a SARJ-S3. Protože EVA-4 bude mít plnou délku, EVA-5 musí být přesunut o jeden den. Discovery se má proto odpojit od stanice 5. listopadu a přistát 7. listopadu ve 3:11 UTC.

### EVA-3
Dne 30. října proběhl třetí výstup do vesmíru, kterého se zúčastnili Parazynski a Wheelock. Výstup začal v 8:45 UTC. Astronauti úspěšně připojili ITS-P6 k P5. Potom Parazynski provedl kontrolu levobočního spoje SARJ-P3 a zjistil, že spoj je úplně čistý bez náznaků kovových pilin, opotřebování či poškození. Potom astronauti přenesli náhradní jednotku MBSU (Main Bus Switching Unit) z nákladového prostoru raketoplánu na externí plošinu ESP-2 vedle modulu Quest. Ještě před ukončením výstupu se začalo rozkládání solárních panelů na nosníku P6. Výstup se skončil v 15:53 UTC po 7 hodinách a 8 minutách.

### Poškození solárního panelu

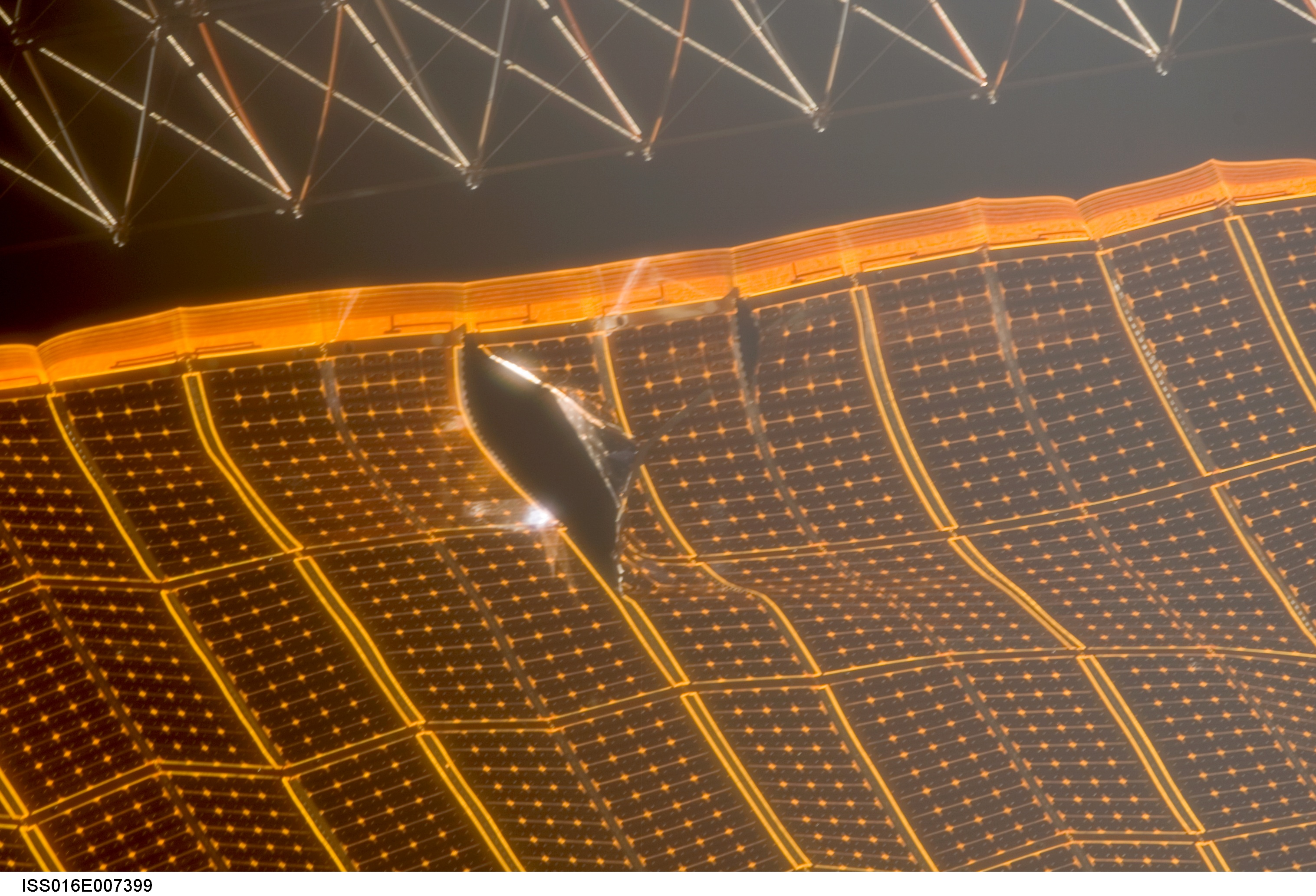
Poškozený solární panel nasnímaný kamerou umístěnou na ISS

Jeden ze dvou solárních panelů se podařilo rozložit na plnou délku, druhý se však při roztažení na 25 z 31 dílů zasekl a poškodil. Roztahování bylo tedy zastaveno a později byl panel ještě o jeden díl zatažen zpět, aby se snížilo napětí na vodícím lanku, které napínalo natrženou část. I když byl panel i přes své poškození pravděpodobně schopen dodávat proud do elektrorozvodné sítě, technici na Zemi hledali řešení problému. Nakonec bylo rozhodnuto, že inspekce spoje SARJ-S3 bude zrušena a oprava solárního panelu se stane hlavním cílem po zbytek mise. S poškozeným panelem P6-4B by nebylo možno pohybovat kolem spoje SARJ-P3, čímž by byl zablokován i pohyb panelů na nosníku ITS-P4. Z toho důvodu se všechna snaha orientovala na plné rozvinutí a stabilizaci poškozeného panelu, aby se mohly začít otáčet i nepoškozené panely. Přestože množství elektrické energie, které panely vyráběly bylo dostatečné, pro budoucí moduly Columbus a Kibó by už nestačilo.
Dne 31. října odpoledne proběhla tisková konference s posádkou Discovery a stanice.
Poškození solárního panelu způsobilo velké změny v plánu na zbytek mise. Čtvrtý výstup EVA-4, během kterého měli astronauti původně testovat objektiv DTO 848 (Detailed Test Objective 848) a nové způsoby opravy tepelného štítu raketoplánu, měl být celý zaměřen na opravu poškozeného panelu. Výstup byl odložen na 3. listopadu, jeho plán byl upřesněn 1. listopadu. Astronaut Parazynski měl být upevněn na konci nástavce OBSS nasazeného na staničním manipulátoru a dopraven k poškozenému místu, kde se měl pokusit ručně uvolnit zachycené vodící lanko, které zřejmě způsobilo poškození. Astronaut se navíc měl pohybovat blízko poškozeného elektricky aktivního zařízení s napětím řádově stovky voltů a měl být tak daleko od přechodové komory, že doba návratu přesáhla třicetiminutový bezpečnostní limit.

### EVA-4

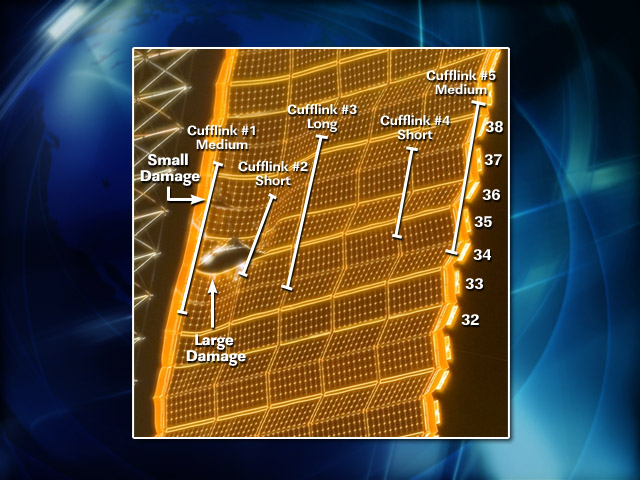
Grafické znázornění umístění pěti spon, které měly uvolnit napětí na poškozeném solárním panelu

3. listopadu se posádky stanice i raketoplánu připravovaly na čtvrtý výstup do kosmu Kosmický výstup byl zahájen v 10:03 UTC. Astronaut Parazynski se dostal na konec ramene staničního manipulátoru, ke kterému se připevnil a na rameni byl dopraven až k místu poškození solárního panelu. Pod dohledem Wheelocka a pozemního týmu se pokusil Parazynski uvolnit zaseknuté vodící lanko. To však bylo příliš zamotané, tak jej astronaut přestřihl. Jedna část lanka byla stažena zpět a namotána na buben, druhou stranu Parazynski zasvorkoval. Poté umístil na natrženou část panelu pět spon, které uvolnily napětí v solárním panelu. Po kontrole spoje se vzdálil od panelu, aby na něj mohl dohlížet při roztahování. Uvnitř stanice začala posádka panel znovu rozkládat. Po každém roztaženém půl metru kontroloval Parazynski stav kritického místa. Panel se podařilo úspěšně plně rozvinout v 15:23 UTC. Potom ještě oba astronauti znovu zkontrolovali pole slunečních panelů 2B a 4B a výstup do otevřeného prostoru ukončili v 17:22 UTC. S touto dokončenou kosmickou procházkou měl za sebou Parazynski celkem sedm výstupů do kosmu s celkovou dobou trvání 47 hodin a 5 minut, což byl pátý nejdelší čas strávený při kosmických výstupech.
Po ukončení výstupu bylo aktivováno sledování Slunce levobočními panely, byl také aktivován i rotační spoj SARJ-P3. Z energetického hlediska tedy byla stanice připravena na přijetí modulů Columbus a Kibo. Pátý výstup do kosmu (EVA-5) byl přeložen až na dobu po odletu raketoplánu. 4. listopadu večer se posádky raketoplánu a ISS rozloučily a průlez mezi raketoplánem a stanicí se uzavřel. Tělesa se od sebe odpojila druhý den v 10:32 UTC. Po tradičním obletu a fotografování stanice raketoplán přešel na samostatnou dráhu. Posádka Discovery začala opět provádět kontrolu tepelného štítu pomocí OBSS. Dne 6. listopadu proběhly přípravy na přistání – kontrola řídících systémů raketoplánu, zkušební zážeh motorů RCS, zkušební spuštění jednoho hydraulického čerpadla APU (Auxilliary Power Unit), nácvik přistávacího manévru na simulátoru PILOT (Portable In-flight Landing Operations Trainer), ukládání nákladu a úklid vnitřních prostor raketoplánu.

### Přistání

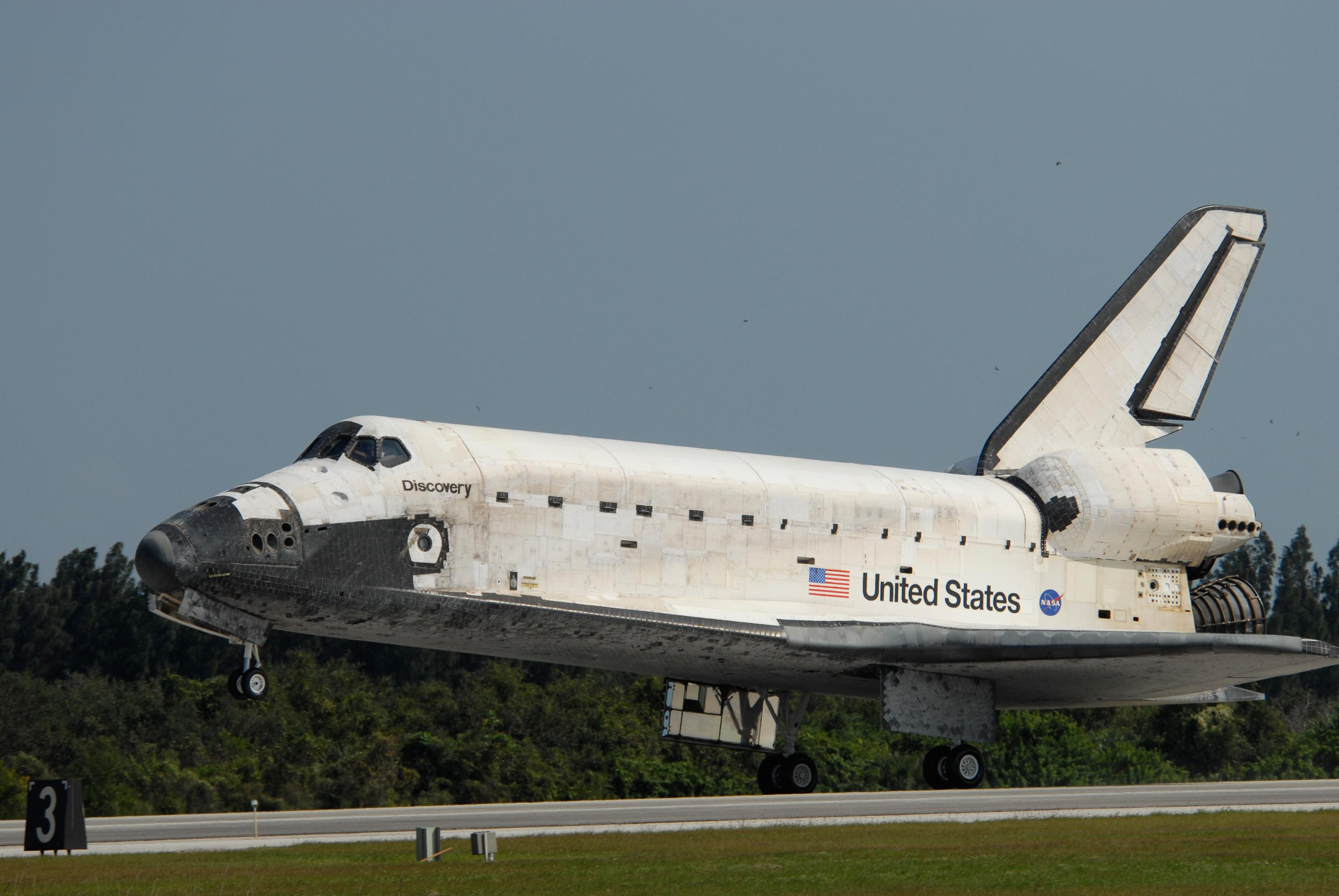
Přistání raketoplánu Discovery na Kennedyho vesmírném středisku

Raketoplán přistál hned na první pokus 7. listopadu 2007 na dráze č.15 na Kennedyho vesmírném středisku. V 16:49 UTC dalo řídící středisko souhlas s přistáním. V 16:59 UTC Discovery otočený motory OMS proti směru letu zahájil brzdící manévr. Vstup do atmosféry ve výšce 122 km proběhl v 17:30 UTC, v čase 18:01:18 UTC dosedl na dráhu zadní podvozek a v 18:01:32 UTC také přední. Raketoplán se zastavil v 18:02:13 UTC. Na Zemi se tak vrátil i Clayton Anderson po více než 150 dnech strávených na oběžné dráze. Bylo to první přistání po havárii raketoplánu Columbia, při němž se raketoplán blížil k základně přes území Spojených států.